# New Zealand Music Awards
Aotearoa Music Awards (antes New Zealand Music Awards) é uma premiação anual da Recorded Music NZ, por excelentes realizações artísticas e técnicas no campo da música. É considerada uma das premiações mais significativas que um grupo ou artista pode receber na Nova Zelândia e é realizado desde 1965. A premiação é apresentada pela Recorded Music NZ, e a Vodafone New Zealand é a atual patrocinadora principal. Uma série de patrocinadores de prêmios e parceiros de mídia também apoiam o evento todos os dias.

## História e visão geral
O primeiro prêmio de música da Nova Zelândia foi o Loxene Golden Disc, lançados em 1965. O prêmio foi criado pela agência de publicidade Reckitt & Colman, com o apoio da New Zealand Broadcasting Corporation (NZBC), a Federação da Indústria Fonográfica da Nova Zelândia (NZFPI) e a Australasian Performing Rights Society (APRA), com os prêmios nomeados em homenagem ao xampu anticaspa da Reckitt & Colman, o Loxene.
Enquanto inicialmente apenas um prêmio foi dado, outros prêmios foram adicionados, incluindo categorias para capa de disco, artista do ano e um prêmio para produtor. A partir de 1970, dois prêmios foram concedidos — um para um artista solo, o outro para um grupo, no entanto, ainda havia apenas um prêmio supremo, selecionado a partir destes dois. Os prêmios Loxene Golden Disc continuaram até 1972, quando a Federação da Indústria Fonográfica da Nova Zelândia decidiu instituir seu próprio sistema; esses prêmios ficaram conhecidos como Recording Arts Talent Awards (RATA). A partir de 1978, os prêmios ficaram conhecidos como RIANZ Awards depois que a NZFPI mudou seu nome para Associação da Indústria Fonográfica da Nova Zelândia (RIANZ).
Em 1996 e 1997, os prêmios foram fundidos com o Entertainer of the Year Awards e foram conhecidos como Clear Music and Entertainment Awards, patrocinado pela Clear Communications. A partir de 1998, o prêmio foi revertido apenas para a música, com o nome voltando para New Zealand Music Awards e o troféu apelidado de Tui. Também em 1999, a Coca-Cola tornou-se patrocinadora das nomeações dos prêmios, conhecidos como Coca-Cola New Zealand Music Awards por um ano apenas.
Desde 2004, a principal patrocinadora do programa é a Vodafone New Zealand. Com o patrocínio da Vodafone, os prêmios ficaram conhecidos como Vodafone New Zealand Music Awards (VNZMA). Em 2008, a cerimônia de premiação foi transferida para a Vector Arena em Auckland, Ilha Norte. Antes dessa mudança o evento era apenas para convidados, e o aumento do tamanho da Arena Vector permitiu que o evento fosse atendido tanto por convite quanto pelo público através de ingressos para venda. Enquanto o prêmio Loxene Golden Disc foi televisionado na década de 1970, a transmissão da cerimônia de premiação contemporânea começou em 2004.

## Categorias
O New Zealand Music Awards é concedido em várias categorias diferentes. Desde 2014, os prêmios são apresentados em 31 categorias.
| Prêmios                            | Início |
| ---------------------------------- | ------ |
| Single of the Year                 | 1965   |
| Album of the Year                  | 1973   |
| Best Group                         | 1973   |
| Breakthrough Artist of the Year    | 1973   |
| Best Engineer                      | 1973   |
| Best Producer                      | 1973   |
| Best Album Cover                   | 1979   |
| Best Pacific Music Artist          | 1982   |
| Best Classical Artist              | 1983   |
| Best Country Artist                | 1983   |
| Best Music Video                   | 1983   |
| International Achievement          | 1983   |
| Best Folk Artist                   | 1984   |
| Best Jazz Artist                   | 1984   |
| Best Worship Artist                | 1985   |
| Best Māori Artist                  | 1992   |
| Best Children's Artist             | 1996   |
| Best Electronic Artist             | 2002   |
| Best Roots Artist                  | 2003   |
| Highest Selling New Zealand Album  | 2003   |
| Highest Selling New Zealand Single | 2003   |
| Best Rock Artist                   | 2004   |
| People's Choice Award              | 2004   |
| Radio Airplay Record of the Year   | 2004   |
| Legacy Award                       | 2007   |
| Best Pop Artist                    | 2010   |
| Critics' Choice Prize              |        |
| Best Alternative Artist            | 2011   |
| Best Hip Hop Artist                | 2017   |
| Best Solo Artist                   | 2017   |
| Best Soul/RnB Artist               | 2017   |

| Prêmios                                                              | Ano(s)    |
| -------------------------------------------------------------------- | --------- |
| Arranger of the Year                                                 | 1973–1976 |
| Best New Artist                                                      | 1973–1976 |
| Best Cast Album                                                      | 1987      |
| Best Compilation Album                                               | 2001–2002 |
| Best Female Solo Artist                                              | 1978–2016 |
| Best Male Solo Artist                                                | 1978–2016 |
| Best Film Soundtrack                                                 | 1983–2000 |
| Best Mana Māori Album                                                | 1996–2003 |
| Best Mana Reo Album                                                  | 1996–2003 |
| Best New Zealand Recorded Composition                                | 1973–1974 |
| Best Solo Artist                                                     | 2003      |
| Best Songwriter                                                      | 1986–2005 |
| Best Urban/Hip Hop Album                                             | 2002–2016 |
| Composer of the Year                                                 | 1975–1976 |
| Lifetime Achievement                                                 | 1998–2004 |
| Radio Programmer                                                     | 2000–2003 |
| Most Promising Female Vocalist                                       | 1978–2000 |
| Most Promising Group                                                 | 1978–2000 |
| Most Promising Male Vocalist                                         | 1978–2000 |
| Most Popular Artist                                                  | 1983      |
| Most Popular Song                                                    | 1983–1984 |
| Outstanding Contribution to the Music Industry                       | 1980–1990 |
| Outstanding Contribution to the Growth of New Zealand Music on Radio | 2005–2007 |
| Rising Star Award                                                    | 1996–1998 |

## Edições
| Nº | Cerimônia               | Data                   | Apoio        | Álbum do ano                           | Single do ano                                  | Apresentador(es)    | Local                            | Ref.  |
| -- | ----------------------- | ---------------------- | ------------ | -------------------------------------- | ---------------------------------------------- | ------------------- | -------------------------------- | ----- |
| 1  | 1965 Loxene Golden Disc | 25 de novembro de 1965 | NZBC         | Não houve premiação                    | Ray Columbus & the Invaders – "Till We Kissed" | Neville Chamberlain | White Heron Lodge, Wellington    | [ 8 ] |
| 2  | 1966 Loxene Golden Disc | 9 de novembro de 1966  | NZBC         | Não houve premiação                    | Maria Dallas – "Tumblin’ Down"                 | Neville Chamberlain | White Heron Lodge, Wellington    | [ 8 ] |
| 3  | 1967 Loxene Golden Disc | 4 de novembro de 1967  | NZBC         | Não houve premiação                    | Mr. Lee Grant – "Thanks to You"                | Peter Sinclair      | White Heron Lodge, Wellington    | [ 8 ] |
| 4  | 1968 Loxene Golden Disc | 7 de novembro de 1968  | NZBC         | Não houve premiação                    | Allison Durbin – "I Have Loved Me a Man"       | Peter Sinclair      | Intercontinental Hotel, Auckland | [ 8 ] |
| 5  | 1969 Loxene Golden Disc | 15 de outubro de 1969  | NZBC         | Não houve premiação                    | The Hi-Revving Tongues – "Rain and Tears"      | Peter Sinclair      | Intercontinental Hotel, Auckland | [ 8 ] |
| 6  | 1970 Loxene Golden Disc | 22 de outubro de 1970  | NZBC         | Não houve premiação                    | Hogsnort Rupert – "Pretty Girl"                | Peter Sinclair      | Grand Opera House                | [ 8 ] |
| 7  | 1971 Loxene Golden Disc | 2 de novembro de 1971  | NZBC         | Não houve premiação                    | Craig Scott – "Smiley"                         | Peter Sinclair      | Opera House, Palmerston North    | [ 8 ] |
| 8  | 1972 Loxene Golden Disc | 14 de novembro de 1972 | NZBC         | Não houve premiação                    | Creation – "Carolina"                          | Peter Sinclair      | Câmara Municipal de Christchurch | [ 8 ] |
| 9  | 1973 RATA Award         | 1973                   | Desconhecido | John Donoghue – Spirit of Pelorus Jack | John Hanlon – "Damn the Dam"                   | Desconhecido        | Trillo’s, Auckland               | [ 9 ] |

## Segmentos

### New Zealand Music Hall of Fame
Criado em 2007 em conjunto com a Australasian Performing Right Association (APRA), o New Zealand Music Hall of Fame presta homenagem aqueles que "moldaram, influenciaram e avançaram a música popular da Nova Zelândia". Dois músicos ou grupos são introduzidos no salão a cada ano, um no APRA Silver Scroll Awards, decidido pela APRA, e o outro é o vencedor do Legacy Award no New Zealand Music Awards, selecionado pela Recorded Music NZ.

### Prêmio Critics Choice
Concedido desde 2010, o prêmio Critics Choice é concedido a artistas que deverão ter sucesso na indústria da música no futuro. Para ser elegível para o prêmio, um artista não deve ter lançado um álbum de estúdio nem ter sido indicado para um New Zealand Music Award no passado.
O júri é composto por 13 críticos da indústria musical. O vencedor é decidido em um evento ao vivo realizado na taberna Kings Arms, em Auckland. O prêmio inclui uma doação de US$ 10.000 da NZ On Air a orientadores de profissionais da indústria. A premiação foi concedida pela primeira vez em 2010 ao Street Chant. Em 2017, a Recorded Music New Zealand confirmou que o prêmio Critic's Choice não seria concedido naquele ano e o prêmio seria reavaliado.

#### Vencedores
| Data                   | Vencedor            | Outros indicados                     | Ref.          |
| ---------------------- | ------------------- | ------------------------------------ | ------------- |
| 15 de setembro de 2010 | Street Chant        | - Home Brew - The Naked and Famous   | [ 15 ]        |
| 6 de outubro de 2011   | Kimbra              | - Popstrangers - The Unfaithful Ways | [ 16 ]        |
| 17 de outubro de 2012  | Watercolours        | - Beach Pigs - Loui The Zu           | [ 17 ]        |
| 6 de novembro de 2013  | Sheep, Dog & Wolf   | - Janine and the Mixtape - Paquin    | [ 18 ]        |
| 29 de outubro de 2014  | Randa               | - Estere - Lake South                | [ 19 ]        |
| 5 de novembro de 2015  | Bespin              | - Boycrush - New Gum Sarn            | [ 20 ]        |
| 2 de novembro de 2016  | Scuba Diva          | - Kane Strang - Spycc & INF          | [ 21 ] [ 22 ] |
| 2017                   | Não houve premiação | Não houve premiação                  | [ 14 ]        |